# Comgall mac Domangairt
Comgall mac Domangairt va ser rei de Dál Riata a principis del segle VI. Era fill de Domangart mac Fergusa i net de Fergus Mór Mac Earca. Els Annals d'Úlster estableixen la seva mort els anys 538, 542 i 545, i els Annals de Tigernach el 537.

## Biografia
No hi ha pas res de conegut de la vida de Comgall més enllà de la seva mort, però és significatiu pel fet de portar l'epònim fundador del Cenél Comgaill, un dels parentius de Dál Riata, segons el Senchus fer n-Alban. De fet, aquesta obra parla del Crich Comgaill, però els Annals d'Úlster utilitzen el mot 'cenél en un escrit de prop del 710.
El Senchus narra que Comgall va tenir un sol fill, Conall, que va tenir set fills més, dels quals es coneix el nom de sis: Loingsech, Nechtan, Artan, Tuatan, Tutio i Coirpre. Podria ser que Coripre fos una addenda posterior, ja que el Senchus parla d'un poble de Coirpre, diferent dels fills d'Erc.

## ElCenél Comgaill
Els annals irlandesos parlen relativament poc del Cenél Comgaill. Tanmateix, noves interpretacions suggereixen que aquest grup de parentiu podria haver estat important en la gaelització dels pictes, ja que un tal Dargart mac Finguine del Cenél Comgaill es va casar amb la princesa picta Der-Ilei, i els reis pictes Bridei i Nechtan mac Der Ilei van ser els fruits d'aquest casament.
Es pensa que el Cenél Comgaill es localitzava principalment a Cowal, a l'oest de les Terres Altes, una zona el nom de la qual deriva de Comgall o Comgaill, i a l'illa de Bute. Potser també van controlar des de l'illa d'Arran cap al sud. El centres reials del seu regne no es coneixen, tot i que Dunoon podria haver tingut una gran importància. Cap a finals del segle VI i principis del VII es va associar Saint Blane amb Bute, però alguns investigadors actuals no estan segurs que aquesta tradició sigui certa. El monestir de Kingart, associat amb Saint Blane, es menciona als annals. Es troba a prop de la fortalesa Dunagoil, que plausiblement podria haver estat el centre reial, però no és segur que fos ocupat durant aquest període.